# GreenGreen
「GreenGreen」は、ゆずの配信限定シングル。2019年7月7日にセーニャ・アンド・カンパニーから配信。

## 概要
「SEIMEI」から約2か月ぶりとなる作品。配信日の7月7日は、「SEIMEI」リリースの翌日から始まった弾き語りドームツアー「ゆずのみ〜拍手喝祭〜」のツアーファイナル当日である。
「GreenGreen」は北川悠仁が作詞、作曲を務め、これまでにリリースした「サヨナラバス」や「桜木町」などのラブソングを彷彿とさせる、大切な人との別れを歌ったミディアムナンバー。有村架純、市川海老蔵が出演する伊藤園「お〜いお茶」新CMソングに起用されており、同CMのタイアップとしては「愛こそ」、「春一番」、「公園通り」に続き4度目となる。
リリース前日の2019年7月6日にミュージックビデオが公開された。監督は三石直和。ミュージックビデオはグリーンの制服姿のボーイスカウトの子どもたちと、緑豊かな植物に囲まれて演奏するゆずのシーンで交互に展開し、いつも一緒に過ごしていた2人の少年が別れを迎える様子をファンタジックなシャボン玉や淡く透き通った映像で表現している。配信開始から8ヶ月後の2020年3月、Youtubeのミュージックビデオ再生回数が100万回を突破した。

## 収録曲
1. GreenGreen
作詞・作曲 : 北川悠仁
伊藤園「お〜いお茶」CMソング